# Ringwood (Illinois)
Ringwood és una vila dels Estats Units a l'estat d'Illinois. Segons el cens del 2000 tenia 471 habitants.

## Demografia
Segons el cens del 2000, Ringwood tenia 471 habitants, 171 habitatges, i 143 famílies. La densitat de població era de 77,7 habitants/km².
Dels 171 habitatges en un 36,8% hi vivien nens de menys de 18 anys, en un 73,7% hi vivien parelles casades, en un 6,4% dones solteres, i en un 15,8% no eren unitats familiars. En el 14% dels habitatges hi vivien persones soles el 3,5% de les quals corresponia a persones de 65 anys o més que vivien soles. El nombre mitjà de persones vivint en cada habitatge era de 2,75 i el nombre mitjà de persones que vivien en cada família era de 3,03.
Per edats la població es repartia de la següent manera: un 24% tenia menys de 18 anys, un 7,2% entre 18 i 24, un 22,1% entre 25 i 44, un 33,5% de 45 a 60 i un 13,2% 65 anys o més.
L'edat mediana era de 43 anys. Per cada 100 dones de 18 o més anys hi havia 102,3 homes.
La renda mediana per habitatge era de 71.250 $ i la renda mediana per família de 73.333 $. Els homes tenien una renda mediana de 52.000 $ mentre que les dones 26.750 $. La renda per capita de la població era de 27.137 $. Aproximadament l'1,4% de les famílies i el 0,9% de la població estaven per davall del llindar de pobresa.

## Poblacions properes
El següent diagrama mostra les poblacions més properes.